# بوب جيبسون (موسيقي)
بوب جيبسون (بالإنجليزية: Bob Gibson)‏ هو موسيقي ومغني وكاتب أغاني أمريكي، ولد في 16 نوفمبر 1931 في بروكلين في الولايات المتحدة، وتوفي في 28 سبتمبر 1996 في بورتلاند في الولايات المتحدة.

## وصلات خارجية
- الموقع الرسمي
- بوب جيبسون على موقع IMDb (الإنجليزية)
- بوب جيبسون على موقع ميوزك برينز (الإنجليزية)
- بوب جيبسون على موقع ديسكوغز (الإنجليزية)